# Toni-Ann Singh
Toni-Ann Singh (Morant Bay, Jamaica; 1 de febrero de 1996) es una cantante y reina de belleza jamaicano-estadounidense, actual ganadora de Miss Mundo 2019. Anteriormente fue coronada Miss Jamaica Mundo 2019, y es la cuarta mujer de Jamaica en ganar Miss Mundo.

## Primeros años
Singh nació en Morant Bay y emigró a los Estados Unidos a los nueve años y se estableció en Florida. Asistió a la Universidad Estatal de Florida en Tallahassee, Florida, donde se graduó con un título en estudios y psicología de la mujer.

## Carrera

### Miss Jamaica Mundo 2019
En 2019, Singh compitió en la competencia Miss Jamaica Mundo 2019, donde finalmente ganó el título. Luego, Singh recibió el derecho de representar a Jamaica en Miss Mundo 2019.

### Miss Mundo 2019
Singh se fue a Londres en noviembre de 2019 para participar en las actividades previas al concurso de Miss Mundo. Singh se colocó en el top 40 de la competencia Top Model y ganó la competencia de talentos, que le otorgó su entrada directa a las 40 semifinales.
La noche de la final se celebró el 14 de diciembre en ExCeL London, donde Singh avanzó del top 40 al top 12 y finalmente al top 5. Luego fue coronada como la ganadora, superando a la primera finalista Ophély Mézino de Francia y la segunda finalista Suman Rao de India.
Con su victoria, Singh se convirtió en la cuarta mujer jamaicana en tener el título, siendo la última Lisa Hanna, coronada Miss Mundo 1993, y la primera mujer negra en ganar Miss Mundo desde que Agbani Darego de Nigeria ganó Miss Mundo 2001.